# 230667 Janmlynář
230667 Janmlynář este o planetă minoră (asteroid) din centura de asteroizi. A fost descoperită pe 25 septembrie 2003 la Observatorul Kleť de Jana Tichá⁠(d). 
Obiectul prezintă o orbită caracterizată de o semiaxă mare de 2,8095196210045 UAi, o excentricitate de 0,082836648284662, o înclinație de 3,1456250981732 ° în raport cu ecliptica.